# Taenianotus
Taenianotus is een monotypisch geslacht van straalvinnige vissen uit de familie van schorpioenvissen (Scorpaenidae). Het geslacht is voor het eerst wetenschappelijk beschreven in 1802 door Lacepède.

## Soort
- Taenianotus triacanthus Lacepède, 1802